# Miller, Missouri
Miller är en ort i Lawrence County i delstaten Missouri, USA.